# Championnats du monde de biathlon 1978
Les Championnats du monde de biathlon 1978 se tiennent à Hochfilzen (Autriche), du 2 au 5 mars 1978.

## Résultats
| Épreuves           | Or                                                                         | Argent                                                           | Bronze                                                                             |
| ------------------ | -------------------------------------------------------------------------- | ---------------------------------------------------------------- | ---------------------------------------------------------------------------------- |
| Sprint 10 km H     | Frank Ullrich                                                              | Eberhard Rösch                                                   | Klaus Siebert                                                                      |
| 20 km individuel H | Odd Lirhus                                                                 | Frank Ullrich                                                    | Eberhard Rösch                                                                     |
| Relais 4*7,5 km H  | Allemagne de l'Est Manfred Beer Klaus Siebert Frank Ullrich Eberhard Rösch | Norvège Odd Lirhus Sigleif Johansen Roar Nilsen Tor Svendsberget | Allemagne de l'Ouest Gerd Winkler Andreas Schweiger Hans Estner Heinrich Mehringer |

## Tableau des médailles
| Rang | Nation               | Or | Argent | Bronze | Total |
| ---- | -------------------- | -- | ------ | ------ | ----- |
| 1    | Allemagne de l'Est   | 2  | 2      | 2      | 6     |
| 2    | Norvège              | 1  | 1      | 0      | 2     |
| 3    | Allemagne de l'Ouest | 0  | 0      | 1      | 1     |